# Генерал Шерман (дерево)
36°34′54″ пн. ш. 118°45′05″ зх. д. / 36.581666666667° пн. ш. 118.75138888889° зх. д.
Генерал Шерман — це гігантська секвоя (Sequoiadendron giganteum), розташована на висоті 2109 метрів над рівнем моря в Джаянт Форест у національному парку Секвоя в окрузі Туларе, штат Каліфорнія, США. За обсягом це найбільше відоме нині одноствольне дерево на Землі. Його вік оцінюється приблизно від 2200 до 2700 років.
Хоча Генерал Шерман є найбільшим нині живим деревом, це не найбільше історично зафіксоване дерево. Повідомлялося, що дерево Ліндсі-Крік, об'єм якого понад 2500 кубічних метрів (що майже вдвічі перевищує об'єм Генерала Шермана), було повалене штормом у 1905 році. Ще одне більше дерево, Кренелл-Крік Джаянт (Sequoia sempervirens), було зрубане в середині 1940-х років поблизу Тринідаду, штат Каліфорнія. За оцінками, воно було на 15–25 % більшим за Генерала Шермана за об'ємом.

## Історія
Дерево Генерал Шерман було названо на честь генерала громадянської війни в США Вільяма Текумсе Шермана. Офіційна історія, яка може бути апокрифічною, стверджує, що дерево було названо в 1879 році натуралістом Джеймсом Волвертоном, який служив лейтенантом у 9-му кавалерійському полку Індіани під керівництвом Шермана.
Через сім років, у 1886 році, земля опинилася під контролем колонії Кавеа, утопічної соціалістичної громади, економіка якої базувалася на лісозаготівлі. Відзначаючи ключову роль Шермана в індіанських війнах і примусовому переселенні корінних американських племен, вони перейменували дерево на честь Карла Маркса. Однак у 1892 році громада була розпущена, перш за все в результаті створення Національного парку Секвоя, і дерево повернуло свою попередню назву.
У 1931 році після порівняння з сусіднім деревом Генерал Грант, Генерал Шерман було визначено як найбільше дерево у світі. Одним із результатів цього процесу стало те, що об'єм деревини став широко визнаним стандартом для встановлення та порівняння розміру різних дерев.
У січні 2006 року найбільша гілка на дереві (найчастіше на старих фотографіях у вигляді букви «L» або ключки для гольфу, що виступає приблизно на чверть стовбура) зламалася. Свідків інциденту не було, а гілка — більша за більшість стовбурів дерев; діаметр понад 2 метри й довжиною понад 30 метрів — розтрощила частину огорожі по периметру та побила тротуар навколишніх доріжок. Вважається, що поломка не є ознакою будь-яких відхилень у здоров'ї дерева, і навіть може бути природним механізмом захисту від несприятливих погодних умов.

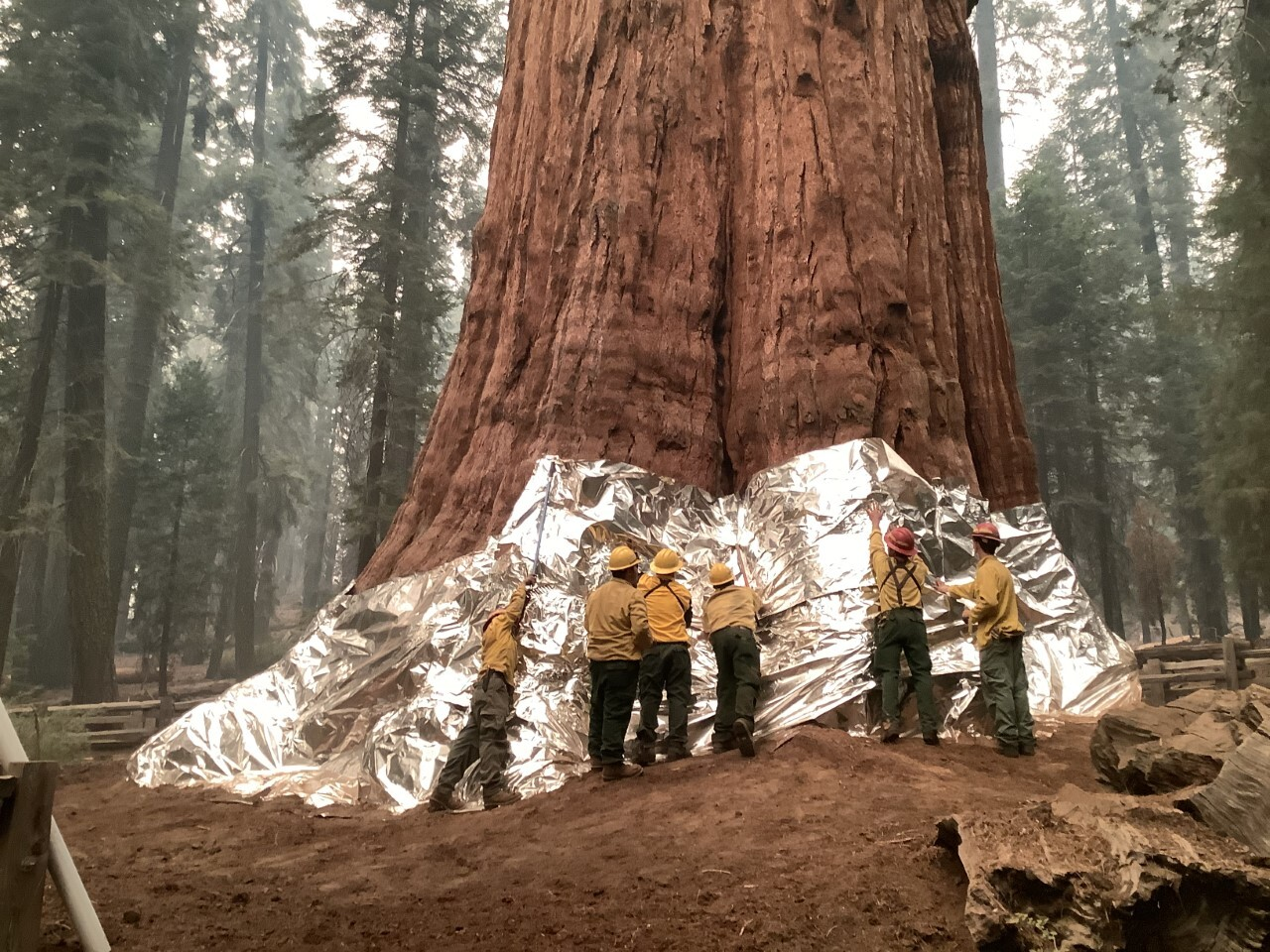
Пожежна служба та персонал парку загортають Генерала Шермана у протипожежний матеріал, щоб захистити його від

16 вересня 2021 року дереву загрожувала пожежа комплексу KNP у Національному парку Секвоя. Працівники парку та пожежники загорнули основу дерева в захисну плівку, яка зазвичай використовується на конструкціях на випадок, якщо вогонь наблизиться до дерева, яке, зрештою, залишилося неушкодженим.

## Розміри
Хоча це найбільше відоме дерево, дерево генерала Шермана не є ні найвищим відомим живим деревом на Землі (ця відмінність належить Гіперіону), ні найширшим (як найбільший кипарис, так і найбільший баобаб має більший діаметр), а також не є найстарішим відомим живим деревом на Землі (така відмінність належить щетинистій сосні Великого басейну). При висоті 83 метри, діаметру 7,7 метра, розрахунковому об'ємі стовбура 1487 метрів кубічних і орієнтовному віку 2300—2700 років, проте, це одне з найвищих, найширших і найдовговічніших дерев на планеті.

Вид знизу від основи дерева